# Raúl García
Raúl García Escudero (* 11. července 1986 Pamplona) je španělský profesionální fotbalista, který hraje na pozici útočníka za španělský klub Athletic Bilbao. V roce 2014 odehrál také 2 zápasy v dresu španělské reprezentace.

## Klubová kariéra
Dne 31. prosince 2020 odehrál Raúl García svůj 500. zápas v La Lize. Athletic Bilbao však nezvládl derby a prohrál s Realem Sociedad (0:1).
Dne 25. ledna 2021 zaznamenal Raúl García svůj 100. ligový gól v Primeře División. Během zápasu proti Getafe dal rovnou góly dva a pomohl vyhrát 5:1.
Raul García odehrál 30. dubna 2022 proti svému Atléticu Madrid svůj 550. zápas ve španělské nejvyšší soutěži a v historické tabulce se tak dotáhl na Raúla, před ním jsou už jen dva hráči - vede Andoni Zubizarreta (622 utkání), jehož nejbližším pronásledovatelem je Joaquín.

## Reprezentační kariéra
Raúl García Escudero byl členem španělských mládežnických reprezentací.
V A-mužstvu Španělska debutoval 4. září 2014 v přátelském utkání na Stade de France proti Francii (porážka 0:1).